# Oscar Osthoff
Oscar Paul Osthoff (ur. 23 marca 1883 w Milwaukee, zm. 9 grudnia 1950 w Indianapolis) – amerykański sportowiec, dwukrotny medalista olimpijski w podnoszeniu ciężarów.
W 1904 r. podczas letnich igrzysk olimpijskich w Saint Louis zdobył złoty medal w podnoszeniu ciężarów w wieloboju, wyprzedzając Fredericka Wintersa i Franka Kuglera. Po dziewięciu z dziesięciu rund tej konkurencji Osthoff znajdował się na drugim miejscu, jednak w dziesiątej serii uzyskał najlepszy wynik i sięgnął po zwycięstwo. Następnie wywalczył srebrny medal w podnoszeniu ciężarów oburącz, ulegając tylko Periklisowi Kakusisowi z Grecji.
Poza podnoszeniem ciężarów Osthoff uprawiał także pływanie, lekkoatletykę i football. Po zakończeniu aktywnej kariery został trenerem.